# 戴超武
戴超武（1963年11月—），中国国际关系史专家，教育部长江学者特聘教授，云南大学教授。

## 生平
1985年毕业于安徽师范大学历史系，1988年于兰州大学获硕士学位，1996年于东北师范大学获博士学位。1996年至1998年，在南京大学做博士后研究。历任解放军国际关系学院（1988-2003）、南京大学历史系（2004-2007）、华东师范大学历史系教授。现任云南大学特聘教授、印度研究院院长。

## 学术贡献
主要从事国际关系史、中国对外关系和对外政策研究。主持国家社科基金项目等十余项，发表论文一百余篇。曾获全国军事科学优秀成果奖二等奖、中国美国史博士论文奖一等奖等奖项。兼任国务院学位委员会第七届学科评议组成员（世界史）。

## 著作
- 《美国移民政策与亚洲移民：1849-1996》（1999年，中国社会科学出版社）
- 《敌对与危机的年代：1954-1958年的中美关系》（2003年，社会科学文献出版社）
- 《美国外交思想史》（合著）（2007年，人民出版社）
- 《亚洲冷战史研究》（主编）（2016年，东方出版中心）
- 《印度国情报告（2019）》（主编）（2020年，社会科学文献出版社）